# Amado Ballandras
Amado Juan Ballandras (Buenos Aires, 1919 - 1999) fue doctor argentino en Psicología especializado en Grafología.

## Biografía
Amado Juan Ballandras era doctor en Psicología por la Universidad de Indiana (USA) y junto con Federico Aberastury, Francisco "Paco" Bretones y ¨Pedro D’Alfonso, uno de los más  importantes grafólogos argentinos.
Nació el 17 de marzo de 1919 en Buenos Aires y falleció en la misma ciudad el 13 de enero de 1999. Quería ser músico, más concretamente compositor, pero lamentablemente, por un accidente, perdió la sensibilidad de su dedo meñique y no pudo concretizar su vocación artística. Cursó estudios de Derecho en Uruguay. Trabajó como consultor de gran cantidad de empresas comerciales tanto argentinas como extranjeras. Trabajó como periodista y columnista en varias revistas argentinas y latinoamericanas.
Fue especialmente receptivo por las víctimas de la parálisis infantil y los niños ciegos. Inventó un palillo de boca, un instrumento higiénico y sólido, el cual ayudó al niño de parálisis infantil para poder aprender a escribir con un lápiz en la boca. 
Asimismo, hizo mucho por la enseñanza, ayudando a los niños ciegos a escribir, y - de esta forma -incluirlos en el sistema educativo, posibilitándoles el dar los exámenes en las mismas escuelas. 
De sus importantes aportaciones, que han rebasado las fronteras de la nación argentina, se dedicaron muchísimos artículos en todo el mundo. Quizás el más significativo fue el panegírico de su persona, realizado el 28 de junio de 1970 por el premio Nobel de Literatura Miguel Ángel Asturias en el diario ABC de Madrid, titulado “Ciencia Nueva”.En uno de sus párrafos escribe:
“La grafología está a punto de dar el paso que la separa de la ciencia, como una ciencia auxiliar en el estudio y conocimiento del hombre. Lo que para algunos fueron pasatiempos, para otros un arte casi adivinatorio desde hace más de cincuenta años, empezó a tener carácter científico; reclama ahora su puesto en el campo de la investigación psicosomática. ¡Qué lejos estamos de aquel primer libro de Camilo Baldo, profesor de Bolonia, de 1622, de la obra de Petrus Vellius, de la de Marco Antonio Severino, napolitano y vaticinador, y de todos los que en el siglo pasado, desde el abate Michon hasta Emilia de Vars, se ocuparon intensamente de la misteriosa relación entre lo invisible del hombre convertido en cosa visible a través de su escritura! El mismo Goethe confiesa su fe en la Grafología, considerando que existe una íntima relación entre el carácter e inteligencia de los hombres y sus respectivas, aunque le parecía difícil demostrar esta relación por un método científico. Qué lejos estamos de esas épocas, decíamos, ahora que el doctor A.J. Ballandras ha presentrado, en interesantísima conferencia ilustrada con microfilms, un aparato de su invenciónque lleva por nombre “grafologómetro”, abriendo la puerta a una Ciencia Nueva, la Grafologomería”.

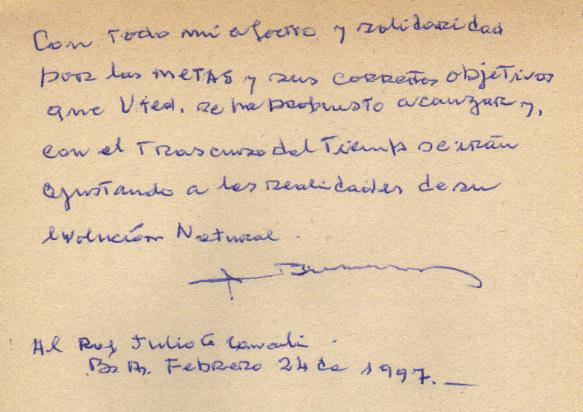

Amado Ballandras fue el fundador y Director del Instituto Superior de Humanidades de Buenos Aires y del Instituto de Antropología Médica. Presidió los tres Congresos Internacionales de Grafología celebrado en la capital argentina en los años 1971, 1972 y 1973 (estos dos últimos celebrados en el Teatro Gral. San Martín y contando con el auspicio de la Dirección General de Cultura de Municipalidad de Buenos Aires) al que asistieron personalidades de varios países europeos y americanos. 
Es importante señalar a tres eminentes grafólogos que participaron activamente de estos Congresos internacionales: el Ing. Marcos Kerlleñevich en representación de la Universidad Nacional del Sur donde ejercía como titular de la cátedra de Grafología del Departamento de Extensión Cultural de esa misma Alta Casa de Estudios, el Dr. Francisco “Paco” Bretones titular de la cátedra de Grafología de Universidad Católica de Mar del Plata y el profesor Rodolfo Castro, íntimo colaborador del Dr. Ballandras en el Instituto Superior de Humanidades y del cual había sido vicerrector.
Ballandras ejerció como Jefe del equipo de investigación sobre cáncer de la Sala de Oncología del Hospital Rivadavia, dirigida en ese momento por el Dr. Pereyra Quintana y Grafoterapeuta en los servicios de rehabilitación del Hospital para poliomielíticos “María Ferrer”, dependiente del Ministerio de Salud de la Nación Argentina, y en el Hospital Municipal de Hurlingham de Buenos Aires.
Continuando con su vida, en 1972, la escuela de Medicina Legal de la Universidad  Complutense de Madrid, a través del Dr. Bonifacio Piga Sánchez Morate, en ese momento Vicedecano en ejercicio del Decanato de la misma, invita al Dr. Amado Ballandras a disertar, dentro del marco del Intercambio Hispano - Argentino, sobre Grafología y Grafoterapia, frente a un auditorio que nucleaba a los profesionales de España, Argentina, Italia y Francia. Los profesores Augusto Vels, Mauricio Xandró, Silvia Ras Peiró y Angelina Ladrón de Guevara serán los encargados de darle la bienvenida a España.
El Dr. Ballandras - un hombre romántico y bondadoso que se declaró a sí mismo linfático-sanguíneo- consagró casi toda su vida al trabajo científico. Fue un investigador incansable que, lamentablemente, escribió un solo libro: “Teoría de la personalidad integral” publicado por él mismo en el año 1960.

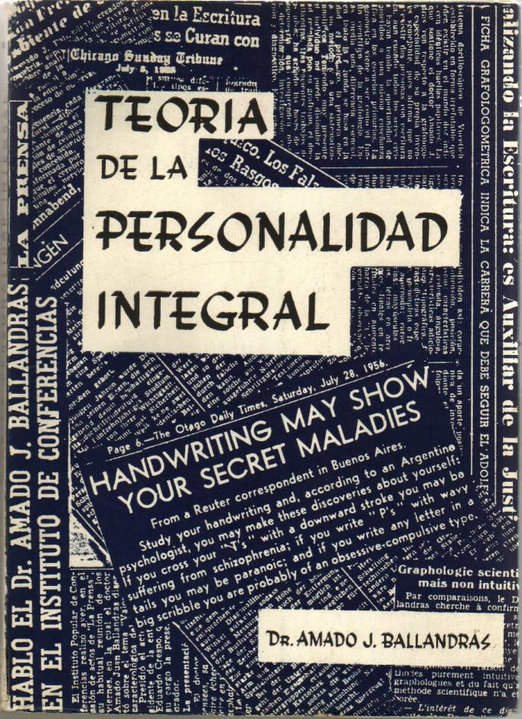

## Publicaciones
- Ballandras, Amado. "Teoría de la personalidad integral".Ed.del autor. Buenos Aires, 1960
- Cavalli, Julio. La Grafología como disciplina científica. Editorial México -Argentina. México, 2020.
- Xandró, Mauricio. Grafología Superior. Editorial Herder. Barcelona. España, 1979.